# Playoffs NBA 1990
Navigation
Édition précédente Édition suivante
Les playoffs NBA 1990 sont les séries éliminatoires (en anglais, playoffs) de la saison NBA 1989-1990.
Les Pistons de Détroit battent en finale les Trail Blazers de Portland.

## Fonctionnement
Au premier tour, l'équipe classée numéro 1 affronte l'équipe classée numéro 8, la numéro 2 la 7, la 3 la 6 et la 4 la 5. En demi-finale de conférence, l'équipe vainqueur de la série entre la numéro 1 et la numéro 8 rencontre l'équipe vainqueur de la série entre la numéro 4 et la numéro 5, et l'équipe vainqueur de la série entre la numéro 2 et la numéro 7 rencontre l'équipe vainqueur de la série entre la numéro 3 et la numéro 6. Les vainqueurs des demi-finales de conférence s'affrontent en finale de conférence. Les deux équipes ayant remporté la finale de leur conférence respective (Est ou Ouest) sont nommées championnes de conférence et se rencontrent ensuite pour une série déterminant le champion NBA.
Chaque série de playoffs se déroule au meilleur des 7 matches, sauf le premier tour qui se joue au meilleur des 5 matches.

## Classements de la saison régulière
| Champion de division | Qualifié pour les playoffs | Non qualifié pour les playoffs |

| Conférence Est | Conférence Est         | Conférence Est | Conférence Est | Conférence Est |
| No             | Franchise              | Vic.           | Déf.           | PCT            |
| -------------- | ---------------------- | -------------- | -------------- | -------------- |
| 1              | Pistons de Détroit C   | 59             | 23             | 72.0           |
| 2              | 76ers de Philadelphie  | 53             | 29             | 64.6           |
| 3              | Bulls de Chicago       | 55             | 27             | 67.1           |
| 4              | Celtics de Boston      | 52             | 30             | 63.4           |
| 5              | Knicks de New York     | 45             | 37             | 54.9           |
| 6              | Bucks de Milwaukee     | 44             | 38             | 53.7           |
| 7              | Cavaliers de Cleveland | 42             | 40             | 51.2           |
| 8              | Pacers de l'Indiana    | 42             | 40             | 51.2           |
|                |                        |                |                |                |
| 9              | Hawks d'Atlanta        | 41             | 41             | 50.0           |
| 10             | Bullets de Washington  | 31             | 51             | 37.8           |
| 11             | Heat de Miami          | 18             | 64             | 22.0           |
| 12             | Magic d'Orlando        | 18             | 64             | 22.0           |
| 13             | Nets du New Jersey     | 17             | 65             | 20.7           |

| Conférence Ouest | Conférence Ouest          | Conférence Ouest | Conférence Ouest | Conférence Ouest |
| No               | Franchise                 | Vic.             | Déf.             | PCT              |
| ---------------- | ------------------------- | ---------------- | ---------------- | ---------------- |
| 1                | Lakers de Los Angeles     | 63               | 19               | 76.8             |
| 2                | Spurs de San Antonio      | 56               | 26               | 68.3             |
| 3                | Trail Blazers de Portland | 59               | 23               | 72.0             |
| 4                | Jazz de l'Utah            | 55               | 27               | 67.1             |
| 5                | Suns de Phoenix           | 54               | 28               | 65.9             |
| 6                | Mavericks de Dallas       | 47               | 35               | 57.3             |
| 7                | Nuggets de Denver         | 43               | 39               | 52.4             |
| 8                | Rockets de Houston        | 41               | 41               | 50.0             |
|                  |                           |                  |                  |                  |
| 9                | SuperSonics de Seattle    | 41               | 41               | 50.0             |
| 10               | Warriors de Golden State  | 37               | 45               | 45.1             |
| 11               | Clippers de Los Angeles   | 30               | 52               | 36.6             |
| 12               | Kings de Sacramento       | 23               | 59               | 28.0             |
| 13               | Timberwolves du Minnesota | 22               | 60               | 26.8             |
| 14               | Hornets de Charlotte      | 19               | 63               | 23.2             |

C - Champions NBA

## Tableau
|  | 1er tour         | 1er tour               | 1er tour                  |   |                           | Demi-finales de Conférence | Demi-finales de Conférence | Demi-finales de Conférence |  |   | Finales de Conférence | Finales de Conférence | Finales de Conférence |  |    | Finales NBA        | Finales NBA | Finales NBA |
|  |                  |                        |                           |   |                           |                            |                            |                            |  |   |                       |                       |                       |  |    |                    |             |             |
|  | 1                | Pistons de Détroit     | 3                         |   |                           |                            |                            |                            |  |   |                       |                       |                       |  |    |                    |             |             |
|  | 8                | Pacers de l'Indiana    | 0                         |   |                           |                            |                            |                            |  |   |                       |                       |                       |  |    |                    |             |             |
|  | 8                | Pacers de l'Indiana    | 0                         |   | 1                         | Pistons de Détroit         | 4                          |                            |  |   |                       |                       |                       |  |    |                    |             |             |
|  |                  |                        |                           |   | 1                         | Pistons de Détroit         | 4                          |                            |  |   |                       |                       |                       |  |    |                    |             |             |
|  |                  | 5                      | Knicks de New York        | 1 |                           |                            |                            |                            |  |   |                       |                       |                       |  |    |                    |             |             |
|  | 4                | 5                      | Knicks de New York        | 1 | Celtics de Boston         | 2                          |                            |                            |  |   |                       |                       |                       |  |    |                    |             |             |
|  | 4                |                        |                           |   | Celtics de Boston         | 2                          |                            |                            |  |   |                       |                       |                       |  |    |                    |             |             |
|  | 5                | Knicks de New York     | 3                         |   |                           |                            |                            |                            |  |   |                       |                       |                       |  |    |                    |             |             |
|  | 5                | Knicks de New York     | 3                         |   |                           |                            |                            |                            |  | 1 | Pistons de Détroit    | 4                     |                       |  |    |                    |             |             |
|  | Conférence Est   |                        |                           |   |                           |                            |                            |                            |  | 1 | Pistons de Détroit    | 4                     |                       |  |    |                    |             |             |
|  |                  | 3                      | Bulls de Chicago          | 3 |                           |                            |                            |                            |  |   |                       |                       |                       |  |    |                    |             |             |
|  | 3                | 3                      | Bulls de Chicago          | 3 | Bulls de Chicago          | 3                          |                            |                            |  |   |                       |                       |                       |  |    |                    |             |             |
|  | 3                |                        |                           |   | Bulls de Chicago          | 3                          |                            |                            |  |   |                       |                       |                       |  |    |                    |             |             |
|  | 6                | Bucks de Milwaukee     | 1                         |   |                           |                            |                            |                            |  |   |                       |                       |                       |  |    |                    |             |             |
|  | 6                | Bucks de Milwaukee     | 1                         |   | 3                         | Bulls de Chicago           | 4                          |                            |  |   |                       |                       |                       |  |    |                    |             |             |
|  |                  |                        |                           |   | 3                         | Bulls de Chicago           | 4                          |                            |  |   |                       |                       |                       |  |    |                    |             |             |
|  |                  | 2                      | 76ers de Philadelphie     | 1 |                           |                            |                            |                            |  |   |                       |                       |                       |  |    |                    |             |             |
|  | 2                | 2                      | 76ers de Philadelphie     | 1 | 76ers de Philadelphie     | 3                          |                            |                            |  |   |                       |                       |                       |  |    |                    |             |             |
|  | 2                |                        |                           |   | 76ers de Philadelphie     | 3                          |                            |                            |  |   |                       |                       |                       |  |    |                    |             |             |
|  | 7                | Cavaliers de Cleveland | 2                         |   |                           |                            |                            |                            |  |   |                       |                       |                       |  |    |                    |             |             |
|  | 7                | Cavaliers de Cleveland | 2                         |   |                           |                            |                            |                            |  |   |                       |                       |                       |  | E1 | Pistons de Détroit | 4           |             |
|  |                  |                        |                           |   |                           |                            |                            |                            |  |   |                       |                       |                       |  | E1 | Pistons de Détroit | 4           |             |
|  |                  | O3                     | Trail Blazers de Portland | 1 |                           |                            |                            |                            |  |   |                       |                       |                       |  |    |                    |             |             |
|  | 1                | O3                     | Trail Blazers de Portland | 1 | Lakers de Los Angeles     | 3                          |                            |                            |  |   |                       |                       |                       |  |    |                    |             |             |
|  | 1                |                        |                           |   | Lakers de Los Angeles     | 3                          |                            |                            |  |   |                       |                       |                       |  |    |                    |             |             |
|  | 8                | Rockets de Houston     | 1                         |   |                           |                            |                            |                            |  |   |                       |                       |                       |  |    |                    |             |             |
|  | 8                | Rockets de Houston     | 1                         |   | 1                         | Lakers de Los Angeles      | 1                          |                            |  |   |                       |                       |                       |  |    |                    |             |             |
|  |                  |                        |                           |   | 1                         | Lakers de Los Angeles      | 1                          |                            |  |   |                       |                       |                       |  |    |                    |             |             |
|  |                  | 5                      | Suns de Phoenix           | 4 |                           |                            |                            |                            |  |   |                       |                       |                       |  |    |                    |             |             |
|  | 4                | 5                      | Suns de Phoenix           | 4 | Jazz de l'Utah            | 2                          |                            |                            |  |   |                       |                       |                       |  |    |                    |             |             |
|  | 4                |                        |                           |   | Jazz de l'Utah            | 2                          |                            |                            |  |   |                       |                       |                       |  |    |                    |             |             |
|  | 5                | Suns de Phoenix        | 3                         |   |                           |                            |                            |                            |  |   |                       |                       |                       |  |    |                    |             |             |
|  | 5                | Suns de Phoenix        | 3                         |   |                           |                            |                            |                            |  | 5 | Suns de Phoenix       | 2                     |                       |  |    |                    |             |             |
|  | Conférence Ouest |                        |                           |   |                           |                            |                            |                            |  | 5 | Suns de Phoenix       | 2                     |                       |  |    |                    |             |             |
|  |                  | 3                      | Trail Blazers de Portland | 4 |                           |                            |                            |                            |  |   |                       |                       |                       |  |    |                    |             |             |
|  | 3                | 3                      | Trail Blazers de Portland | 4 | Trail Blazers de Portland | 3                          |                            |                            |  |   |                       |                       |                       |  |    |                    |             |             |
|  | 3                |                        |                           |   | Trail Blazers de Portland | 3                          |                            |                            |  |   |                       |                       |                       |  |    |                    |             |             |
|  | 6                | Mavericks de Dallas    | 0                         |   |                           |                            |                            |                            |  |   |                       |                       |                       |  |    |                    |             |             |
|  | 6                | Mavericks de Dallas    | 0                         |   | 3                         | Trail Blazers de Portland  | 4                          |                            |  |   |                       |                       |                       |  |    |                    |             |             |
|  |                  |                        |                           |   | 3                         | Trail Blazers de Portland  | 4                          |                            |  |   |                       |                       |                       |  |    |                    |             |             |
|  |                  | 2                      | Spurs de San Antonio      | 3 |                           |                            |                            |                            |  |   |                       |                       |                       |  |    |                    |             |             |
|  | 2                | 2                      | Spurs de San Antonio      | 3 | Spurs de San Antonio      | 3                          |                            |                            |  |   |                       |                       |                       |  |    |                    |             |             |
|  | 2                |                        |                           |   | Spurs de San Antonio      | 3                          |                            |                            |  |   |                       |                       |                       |  |    |                    |             |             |
|  | 7                | Nuggets de Denver      | 0                         |   |                           |                            |                            |                            |  |   |                       |                       |                       |  |    |                    |             |             |